# Богуславки (Куявско-Поморское воеводство)
Богуславки (пол. Bogusławki) — село в гмине Хелмжа Торуньского повета Куявско-Поморского воеводства в центральной части севера Польши.
Рядом с селом пролегают несколько воеводских дорог и национальная дорога , соединяющая Гданьск с городом Севеж.
Село было образовано в 1848 году в ходе разделения двух других населённых пунктов из этой же гмины: Навры и Коньчевице.